# 養利州
养利州，北宋置羁縻州。
治所在今广西壮族自治区大新县北。明朝时为正州，属太平府。弘治间迁治今大新县。1912年废州为县。